# Irié Goli Bi
Pour les articles homonymes, voir Bi.
Irié Goli Bi ou Mathurin Goli Bi Irié est un écrivain ivoirien, romancier, poète et dramaturge.

## Œuvres
- 2011 : Le messager au sommet de l'art
- 2012 : La Lycéenne, La Matrice (roman)[1]
- 2012 : Mon adultère pour un enfant (nouvelles), Éditions Matrice  (ISBN 9782365530002).
- 2015 : Et l'Afrique se rebella, La Matrice (théâtre)  (ISBN 9782365531191)
- 2015 : Hideur des tropiques (poèmes), Éditions Matrice[2]
- 2016 : Sous le voile de la mariée
- 2018 : Le Testament (poésie), Éditions Matrice  (ISBN 9782365533102).
- 2019 : La récréation est terminée, Éditions Matrice Au-delà des tourmentsl

## Engagement politique
En 2022, il est inspecteur général du ministère de la Promotion de la bonne gouvernance, du Renforcement des capacités et de la Lutte contre la corruption.